# Campeonato de Rusia de Ciclismo en Ruta
Los Campeonatos de Rusia de Ciclismo en Ruta se organizan anualmente desde el año 1992 para determinar el campeón ciclista de Rusia de cada año. El título se otorga al vencedor de una única carrera. El vencedor obtiene el derecho a portar un maillot con los colores de la bandera rusa hasta el Campeonato de Rusia del año siguiente.
Anteriormente, los corredores rusos participaban en los Campeonatos de la Unión Soviética.

## Palmarés
| Año  | Ganador              | Segundo               | Tercero               |
| 1992 | Asiat Saitov         | Dimitri Konyshev      | Alexandre Timofeev    |
| 1993 | Dimitri Konyshev     | Asiat Saitov          | Viatcheslav Ekimov    |
| 1994 | Romes Gainetdinov    | Alsar Gorgos          | Alexei Botchkov       |
| 1995 | Asiat Saitov         | Viatcheslav Djavanian | Andrei Zintchenko     |
| 1996 | Vassili Davidenko    | Dimitri Sedun         | Dimitri Konyshev      |
| 1997 | Viatcheslav Ekimov   | Serguei Uslamine      | Alexander Gontchenkov |
| 1998 | Serguei Ivanov       | Piotr Ugrumov         | Dimitri Konyshev      |
| 1999 | Serguei Ivanov       | Vassili Davidenko     | Dimitri Sedun         |
| 2000 | Serguei Ivanov       | Pavel Tonkov          | Alexei Sivakov        |
| 2001 | Dimitri Konyshev     | Alexei Markov         | Denis Bodarenko       |
| 2002 | Oleg Grishkine       | Andrey Pchelkin       | Dimitri Gainitdinov   |
| 2003 | Alexandre Bazhenov   | Dimitri Dementiev     | Oleg Joukov           |
| 2004 | Alexandr Kolobnev    | Mikhail Timochine     | Andrey Pchelkin       |
| 2005 | Serguei Ivanov       | Vladimir Gusev        | Andrey Pchelkin       |
| 2006 | Alexander Khatuntsev | Alexander Efimkin     | Yevgeni Petrov        |
| 2007 | Vladislav Borisov    | Sergey Kolesnikov     | Yury Trofimov         |
| 2008 | Serguei Ivanov       | Alexandre Bazhenov    | Roman Klimov          |
| 2009 | Serguei Ivanov       | Yury Trofimov         | Egor Silin            |
| 2010 | Aleksandr Kolobnev   | Vladimir Gusev        | Alexander Mironov     |
| 2011 | Pavel Brutt          | Eduard Vorganov       | Yury Trofimov         |
| 2012 | Eduard Vorganov      | Alexandr Kolobnev     | Pavel Brutt           |
| 2013 | Vladimir Isaychev    | Vladimir Gusev        | Andrey Solomennikov   |
| 2014 | Alexander Porsev     | Vladimir Gusev        | Arthur Ershov         |
| 2015 | Yuri Trofimov        | Pavel Brutt           | Sergey Lagutin        |
| 2016 | Pavel Kochetkov      | Maxim Belkov          | Sergey Lagutin        |
| 2017 | Alexander Porsev     | Artem Nych            | Sergey Shilov         |
| 2018 | Ivan Rovny           | Alexander Porsev      | Igor Frolov           |
| 2019 | Aleksandr Vlasov     | Igor Frolov           | Mikhail Fokin         |
| 2020 | Sergey Shilov        | Igor Frolov           | Nikita Martynov       |
| 2021 | Artem Nych           | Ilnur Zakarin         | Ivan Rovny            |
| 2022 | Petr Rikunov         | Artem Nych            | Mamyr Stash           |
| 2023 | Andrey Stepanov      | Yauhen Sobal          | Aleksandr Bereznyak   |
| 2024 | Petr Rikunov         | Ilia Schegolkov       | Savva Novikov         |

## Estadísticas

### Más victorias
| Ciclista         | Victorias | Años                               |
| ---------------- | --------- | ---------------------------------- |
| Serguei Ivanov   | 6         | 1998, 1999, 2000, 2005, 2008, 2009 |
| Alexander Porsev | 2         | 2014 y 2017                        |
| Asiat Saitov     | 2         | 1992 y 1995                        |
| Dimitri Konyshev | 2         | 1993 y 2001                        |

- En negrilla corredores activos.

## Fotografías destacadas
|  |  |  |